# 吕涅 (汝拉州)
吕涅（法語：Lugnez，法語發音：[lyɲe]）是瑞士汝拉州的一个旧市镇。该市镇总面积为5.13平方千米，截至2018年12月31日总人口为186人。